# 67. obmejni bataljon (JLA)
67. obmejni bataljon je bil obmejni bataljon v sestavi Jugoslovanske ljudske armade.
Enota je bila nastanjena v Sloveniji pred in med slovensko osamosvojitveno vojno.

## Zgodovina
Bataljon je bil aktivno udeležen v dogodke slovenske osamosvojitvene vojne.

## Organizacija
1991
- poveljstvo (Dravograd)
- zaledni vod (Dravograd)
- intervencijski vod (Dravograd)
- oddelek za zveze (Dravograd)
- 1. obmejna četa (po stražnicah)
- 2. obmejna četa (po stražnicah)
- 3. obmejna učna četa (Vojašnica Celje)

1. in 2. četa sta bili razporejeni po naslednjih stražnicah:
- stražnica Matkov Kot
- stražnica Zgornje Konjišče
- stražnica Sveti Duh
- stražnica Koprivna
- stražnica Terča
- stražnica Reht
- stražnica Holmec
- stražnica Sonjak
- stražnica Strojnač
- stražnica Libeliče
- stražnica Vič
- stražnica Košenjak
- stražnica Bistriški jarek